# Hemsjön (Grundsunda socken, Ångermanland)
Hemsjön är en sjö i Örnsköldsviks kommun i Ångermanland och ingår i Husåns huvudavrinningsområde. Sjön har en area på 0,208 kvadratkilometer och ligger 74 meter över havet.

## Delavrinningsområde
Hemsjön ingår i det delavrinningsområde (704005-166650) som SMHI kallar för Ovan Husbybäcken. Medelhöjden är 69 meter över havet och ytan är 42,95 kvadratkilometer. Räknas de 102 avrinningsområdena uppströms in blir den ackumulerade arean 567,38 kvadratkilometer. Avrinningsområdets utflöde Husån mynnar i havet. Avrinningsområdet består mestadels av skog (79 procent). Avrinningsområdet har 0,25 kvadratkilometer vattenytor vilket ger det en sjöprocent på 0,6 procent.